# ليو فيورافانتي
ليو فيورافانتي (بالبرتغالية: Léo Fioravanti‏) هو لاعب كرة قدم برازيلي، ولد في 26 نوفمبر 1992 في ساو باولو في البرازيل.

## وصلات خارجية
- ليو فيورافانتي على موقع قاعدة بيانات كرة القدم.إي يو (الإنجليزية)
- ليو فيورافانتي على موقع Soccerway.com (الإنجليزية)